# Atletiek op de Paralympische Zomerspelen 2024 - 400 m mannen T47
De 400 meter voor mannen klasse T47 op de Paralympische Zomerspelen 2024 vond plaats van op 30 augustus in het Stade de France. Deze klasse is voor atleten met een enkele amputatie onder de elleboog of pols of een vergelijkbare handicap, met een normale functie in beide benen. Dit is een gecombineerde klasse met T45 en T46. De winnaar van 2020 was Ayoub Sadni uit Marokko. Hij werd opgevolgd door zijn landgenoot Aymane El Haddaoui, Ayoub Sadni behaalde het zilver en Thomaz Ruan de Moraes uit Brazilië won de bronzen medaille.

## Records
Voorafgaand aan het toernooi waren dit de wereldrecords en Paralympische records.
| Wereldrecord        | T45    | Brazilië Yohansson Nascimento | 49.21 | Londen | 4 september 2012 |
| Paralympisch record | T45    | Brazilië Yohansson Nascimento | 49.21 | Londen | 4 september 2012 |
|                     |        |                               |       |        |                  |
| Wereldrecord        | T46/47 | Marokko Aymane El Haddaoui    | 46.67 | Parijs | 14 juni 2024     |
| Paralympisch record | T46/47 | Marokko Ayoub Sadni           | 47.37 | Tokio  | 4 september 2021 |

## Series
De eerste drie van beide series kwalificeerden zich direct voor de finale. Van de overgebleven atleten kwalificeerden bovendien de twee snelsten zich voor de finale.

#### Serie 1
| Rang | Baan | Kl. | Naam                      | Naam | Tijd  | Bijz. |
| ---- | ---- | --- | ------------------------- | ---- | ----- | ----- |
| 1    | 8    | T47 | Aymane El Haddaoui        | MAR  | 47.15 | Q, PR |
| 2    | 7    | T47 | Collen Mahlalela          | RSA  | 48.65 | Q, PB |
| 3    | 4    | T56 | Dilip Gavit               | IND  | 49.54 | Q, SB |
| 4    | 5    | T47 | Luis Daniel Lopez Morales | VEN  | 49.67 |       |
| 5    | 6    | T47 | Riccardo Bagaini          | ITA  | 49.97 |       |
| 6    | 3    | T45 | Rayven Sample             | USA  | 50.33 |       |
| 7    | 9    | T46 | Lucas de Sousa Lima       | BRA  | 50.68 |       |

#### Serie 2
| Rang | Baan | Kl. | Naam                       | Naam | Tijd  | Bijz.     |
| ---- | ---- | --- | -------------------------- | ---- | ----- | --------- |
| 1    | 7    | T47 | Ayoub Sadni                | MAR  | 46.98 | Q, PR, SB |
| 2    | 9    | T47 | Thomaz Ruan de Moraes      | BRA  | 48.68 | Q         |
| 3    | 8    | 46  | Luis Fernando Lara         | COL  | 48.96 | Q, PB     |
| 4    | 5    | 46  | Marufjon Murodulloev       | UZB  | 49.19 | q         |
| 5    | 2    | T47 | Luis Andres Vasquez Segura | DOM  | 49.55 | q         |
| 6    | 6    | T47 | Petrúcio Ferreira          | BRA  | 50.27 |           |
| 7    | 3    | T47 | Sabino Bembua              | ANG  | 53.30 | PB        |
| 8    | 4    | T47 | Alex Anjos                 | STP  | 56.17 | SB        |

### Finale
| Rang   | Baan | Kl. | Naam                       | Naam | Tijd  | Bijz. |
| ------ | ---- | --- | -------------------------- | ---- | ----- | ----- |
| Goud   | 8    | T47 | Aymane El Haddaoui         | MAR  | 46.65 | WR    |
| Zilver | 6    | T47 | Ayoub Sadni                | MAR  | 47.16 |       |
| Brons  | 5    | T47 | Thomaz Ruan de Moraes      | BRA  | 47.97 | SB    |
| 4      | 4    | T46 | Luis Fernando Lara         | COL  | 48.68 | PB    |
| 5      | 3    | T46 | Marufjon Murodulloev       | UZB  | 48.89 | PB    |
| 6      | 2    | T47 | Luis Andres Vasquez Segura | DOM  | 49.07 | PB    |
| 7      | 7    | T47 | Collen Mahlalela           | RSA  | 49.95 |       |
| 8      | 9    | T46 | Dilip Gavit                | IND  | 49.99 |       |